# Lex Peterson
Alexander John „Lex” Peterson (ur. 14 września 1957 w Palmerston North, zm. 31 sierpnia 2004 w Vancouver) – nowozelandzki bobsleista, olimpijczyk.
Wystąpił w konkurencji dwójek i czwórek podczas zawodów bobslejowych na Zimowych Igrzyskach Olimpijskich 1988 zajmując odpowiednio miejsca dwudzieste i dwudzieste pierwsze.
Jeden z założycieli New Zealand Bobsleigh and Skeleton Association w lutym 1987 roku, zmarł na raka w wieku niespełna 47 lat.